# 어떤 휴가
어떤 휴가(Holiday)는 미국에서 제작된 조지 큐커 감독의 1938년 코미디, 멜로/로맨스 영화이다. 캐서린 헵번 등이 주연으로 출연하였고 에버렛 리스킨 등이 제작에 참여하였다.

## 출연

### 주연
- 캐서린 헵번
- 캐리 그랜트

### 조연
- 도리스 놀란
- 루 에어스
- 에드워드 에버렛 홀튼
- 헨리 콜커
- 비니 반즈
- 진 딕슨
- 헨리 다니엘

## 제작진
- 미술: 스티븐 구손